# توم برايس (مجدف)
توم برايس (بالإنجليزية: Tom Price) هو مجدف أمريكي، ولد في 28 مايو 1933 في لونغ برانش في الولايات المتحدة.

## وصلات خارجية
- توم برايس على موقع الاتحاد الدولي للتجديف (الإنجليزية)
- توم برايس على موقع اللجنة الأولمبية الدولية (الإنجليزية)
- توم برايس على موقع أوليمبيديا (الإنجليزية)